# Фехтський університет
Фехтський університет, університет Фехти (англ. University of Vechta, нім. Universität Vechta) — університет у нижньосаксонському місті Фехта.

## Історія університету
Він виник з колишнього педагогічного коледжу і з 1973 по 1995 роки належав до університету Оснабрюк. З 1995 по 2010 роки він офіційно мав статус «Наукова вища школа федеральної землі Нижня Саксонія із статусом університету». Після зміни у Нижній Саксонії Закону про вищу освіту отримав дозвіл, починаючи із червня 2010 року, тепер також офіційно називатися університетом. Фехта як студентське містечко існує, власне кажучи, із 2 серпня 1830 року після заснування середньої школи у Великому герцогстві Ольденбурзькому.

## Університет сьогодні

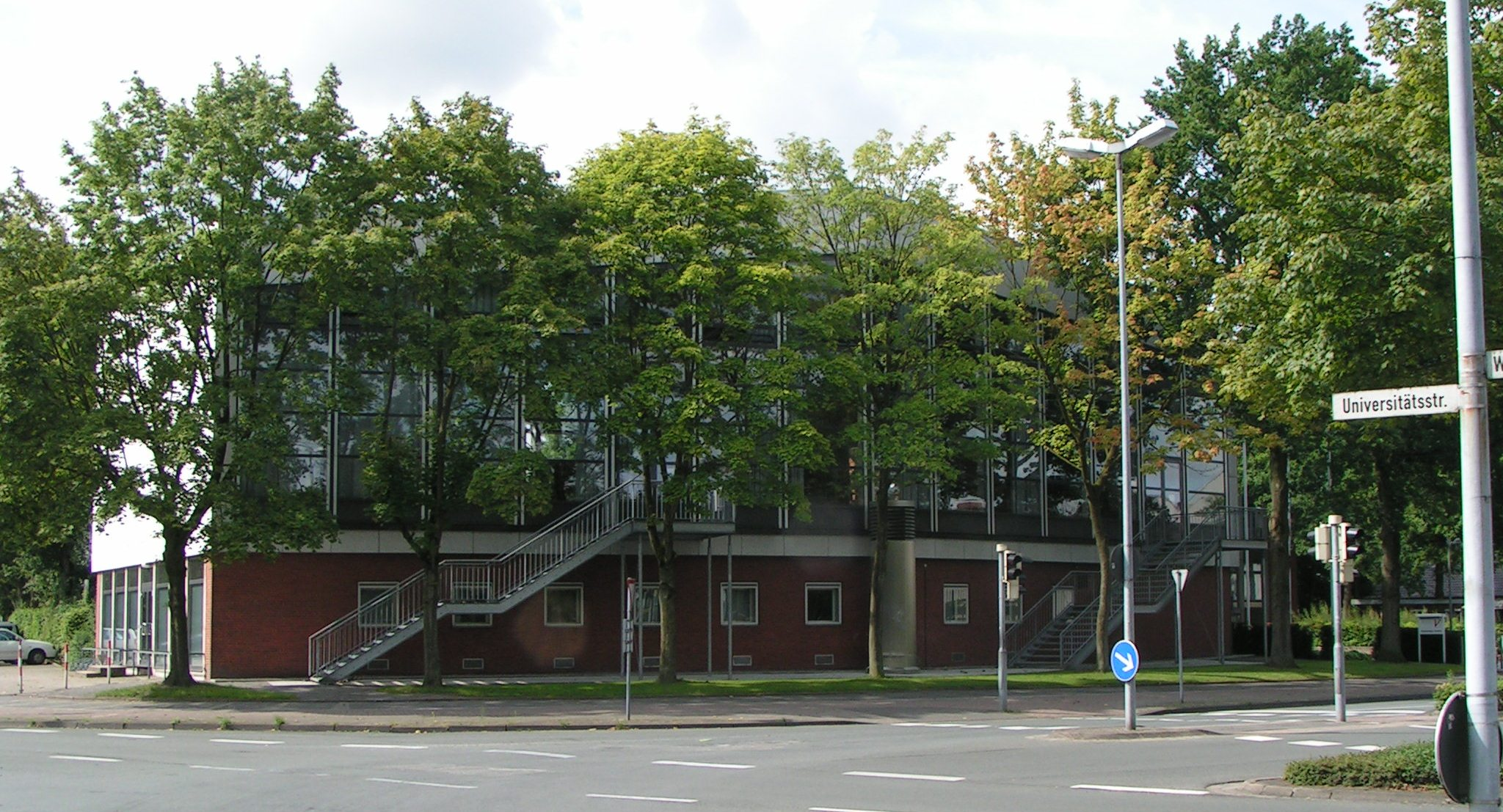
Глядацька зала у головній будівлі університету Фехта

Сьогодні університет є невеликим сучасним університетом-кампусом; має два інститути, розкидані по всьому місту. Кількість студентів на даний час становить близько 3300 осіб (2008/09).
Міжнародна назва університету Фехта — університет Фехта (англ. University of Vechta).
Пріоритетами історично умовно склалися сфери педагогічної освіти і католицької теології. Із здобуттям незалележності від університету Оснабрюк у 1995 році було впроваджено деякі інші напрямки, зокрема геронтологію та науки про навколишнє середовище.
З жовтня 2003 року навчальні напрямки було переведено на передбачену Болонським процесом бакалаврсько-магістерську структуру.